# Corsica Express Three
Le Corsica Express Three est un navire à grande vitesse ayant appartenu à la compagnie Corsica Ferries. Construit en 1996 par les chantiers Industrie Navali Meccaniche Affini (INMA) de La Spezia, il est à l'origine baptisé Corsica Express III. Mis en service en septembre 1996 sur les lignes entre Nice et la Corse, il effectuera des traversées vers l'Île de Beauté jusqu'en 2006. Affecté par la suite aux lignes de la filiale Kallisti Ferries en mer Égée, il sera cependant désarmé à partir de 2009 à la suite de la fermeture de la ligne. Inexploité pendant plus de 5 ans, il reprend finalement du service en 2014 afin de succéder au Corsica Express Seconda sur les rotations à destination de l'île d'Elbe et navigue chaque saison estivale entre Piombino et l'île toscane pour le compte de Corsica Ferries jusqu'en 2024. En raison de la cession des activités de la compagnie sur l'île d'Elbe à l'armateur concurrent Blu Navy au début de l'année 2025, le navire est dans un premier temps affrété par celle-ci puis finalement vendu au mois d'avril,.

## Histoire

### Origines et construction
Au début des années 1990, les avancées techniques permettant la construction de navires à grande vitesse transportant des véhicules pousse de plus en plus d'armateurs à travers le monde à faire l'acquisition de tels navires. La compagnie bastiaise Corsica Ferries est l'un des premiers opérateurs en Méditerranée à passer commande d'un navire de ce type. Convaincu par le potentiel de ces unités, la direction commandera finalement trois navires identiques pour une mise en service prévue en 1995. En raison cependant de modifications de la réglementation concernant les mesures de sécurité consécutive au naufrage de l‘Estonia en mer Baltique en septembre 1994 mais aussi à cause des difficultés financières rencontrées par les chantiers Rodriquez, où la commande des trois navires a été passée, leur mise en service est retardée. Le premier, baptisé Corsica Express n'est inauguré qu'à la fin de l'année 1995 tandis que son jumeau le Corsica Express II commence ses rotations au début de la saison estivale 1996.
La stratégie de Corsica Ferries prévoit que chaque NGV soit exploité sur un axe de la compagnie, ainsi, le premier NGV est destiné à naviguer entre l'Italie et la Corse et le second entre le continent et la Sardaigne. Le troisième doit quant à lui inaugurer un service inédit entre Nice et la Corse. En raison du retard survenu dans leur construction, ce sera finalement le deuxième navire qui inaugurera les lignes depuis Nice avant que son dernier sister-ship ne prenne le relais dès sa mise en service.
Celui-ci, baptisé Corsica Express III, est mis sur cale aux chantiers Industrie Navali Meccaniche Affini de La Spezia le 10 février 1996 et lancé le 21 mai suivant. Après finitions, il est livré en septembre au groupe Corsica Ferries.

### Service
Le Corsica Express III est mis en service le 16 septembre 1996 sur les lignes entre Nice et la Corse en remplacement du son jumeau le Corsica Express II qui est transféré sur les lignes entre l'Italie et la Corse. Comme l'exige la législation française de cette époque, le Corsica Express III navigue sous pavillon français.
En 1999, les marques commerciales Corsica Ferries et Sardinia Ferries sont fusionnées et apparaissent désormais conjointement sur les flancs du navire. Contrairement à l'ensemble de la flotte qui est immatriculée au registre international italien, le Corsica Express III conserve symboliquement le pavillon français. Il passera cependant sous pavillon italien international en 2002 et sera renommé à l'occasion Corsica Express Three.
Durant la saison 2004, le navire échange son affectation avec son jumeau le Sardinia Express et navigue alors entre l'Italie et la Sardaigne. Il retournera sur les lignes de la Corse la saison suivante.
Au cours des années 2000, la hausse du prix du carburant rend l'exploitation des NGV de plus en plus onéreuse. Ainsi, la compagnie diminue fortement les programmations de ces navires d'année en année. À l'issue de la saison 2006, le Corsica Express Three est désarmé et n'est pas reconduit sur la Corse pour la saison 2007. 

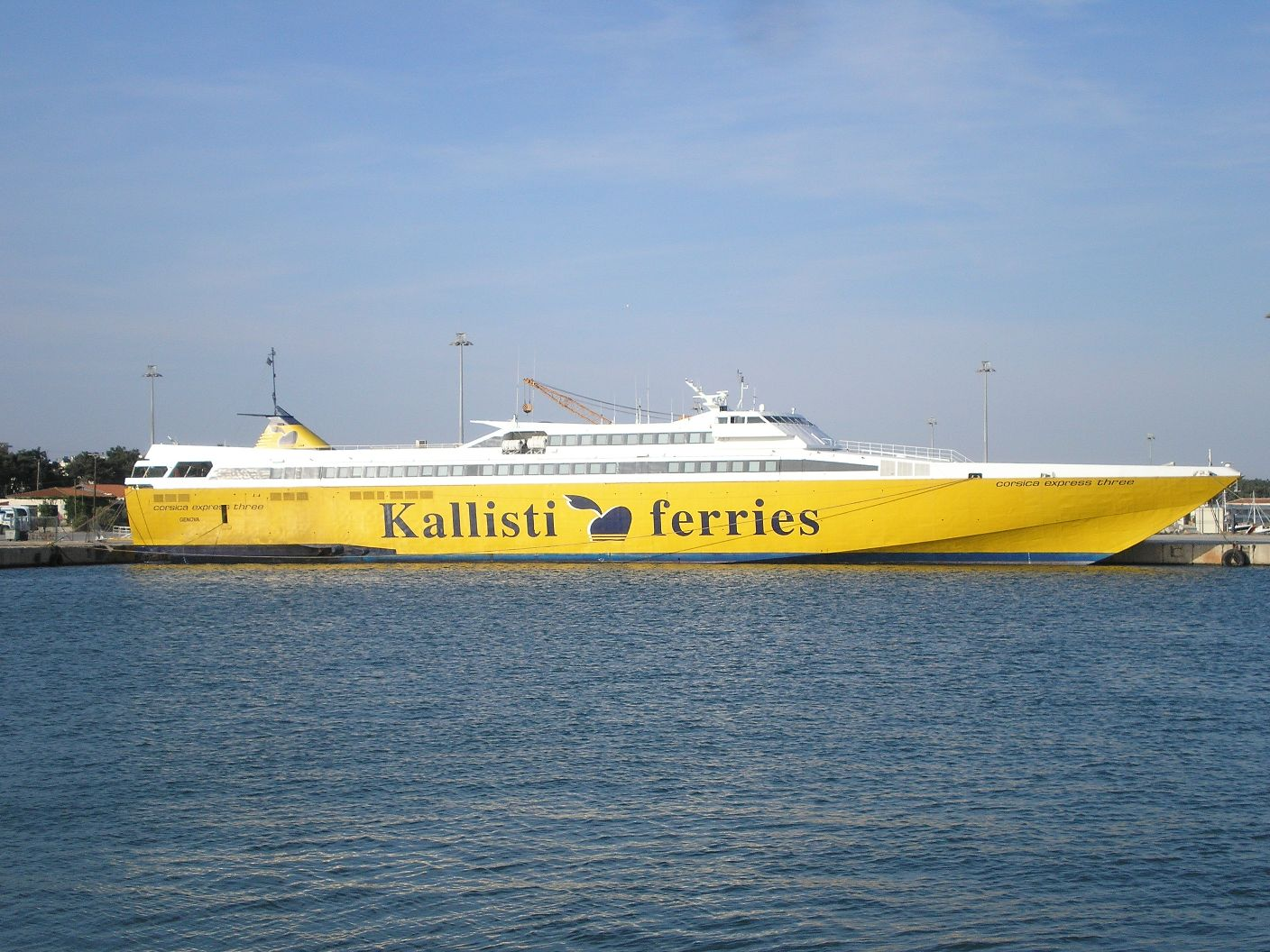
Le Corsica Express Three sous les couleurs de Kallisti Ferries en juin 2009.

Cependant, le groupe Corsica Ferries lui trouvera une autre affectation en le transférant en juin au sein de sa nouvelle filiale Kallisti Ferries destinée à assurer des liaisons entre la Grèce continentale et l'archipel des Cyclades. Le Corsica Express Three débute ses rotations depuis Le Pirée le 29 juin.
Le 18 décembre 2008, alors le navire se trouve dans le port de Samothrace, de fortes rafales font rompre ses amarres et le NGV part à la dérive sur une centaine de mètres avant d'être drossé contre de petits chalutiers amarrés contre le quai, occasionnant plusieurs dommages à ces derniers. 
En juillet 2009, à la suite d'une crise touchant durement le marché des lignes de la mer Égée, les services de Kallisti Ferries sont interrompus. Le Corsica Express Three regagne alors Savone où il est désarmé. 
À partir de la saison 2014, après environ cinq ans sans affectation, le navire reprend finalement du service sur la ligne de Corsica Ferries entre Piombino, l'Île d'Elbe et la Corse en remplacement du Corsica Express Seconda.
Le 20 août 2024, alors que le Corsica Express Three quitte Piombino à 15h15 pour une nouvelle rotation à destination de l'Île d'Elbe, un incendie se déclare dans la salle des machines peu après l'appareillage. L'équipage est alors contraint de regagner le port de Piombino où les 274 passagers sont évacués à l'aide des toboggans de secours, les systèmes d'ouverture de la rampe d'accès arrière ayant été endommagés par le feu. Hormis quelques incidents mineurs, toutes les personnes présentes à bord du navire sont saines et sauves.

## Aménagements
Le Corsica Express Three possède 6 ponts. Les installations destinées aux passagers sont situées sur les ponts 4 et 5 tandis que les garages occupent les ponts 1, 2 et 3.
Les passagers sont installés dans un vaste salon fauteuil occupant la totalité du pont 4. Un snack-bar est également présent sur le pont 5. 

## Caractéristiques
le Corsica Express Three mesure 103 mètres de longueur pour 14,50 mètres de largeur, son tonnage est de 3 530 UMS. Le navire a une capacité de 580 passagers et est pourvu d'un garage pouvant contenir 150 véhicules répartis sur trois ponts, le garage est accessible par une porte rampe arrière. La propulsion est assurée par quatre moteurs MTU 20V1163TB73L développant une capacité de 24 000 kW faisant fonctionner deux hydrojets orientables procurant au navire une vitesse de 37 nœuds. Le navire dispose de radeaux de survie gonflables accessibles par toboggans.

## Lignes desservies
À sa mise en service, le Corsica Express III était positionné sur les lignes de la Corse au départ de Nice vers Bastia et Calvi. Au cours de l'été 2004, il est exceptionnellement affecté entre l'Italie et la Sardaigne sur la ligne Civitavecchia - Golfo Aranci.
En juin 2007, il est transféré au sein de la filiale grecque Kallisti Ferries et dessert les îles Naxos, Ikaria, Fourni et Samos depuis Le Pirée jusqu'en juillet 2009.
À partir de la saison 2014, le Corsica Express Three est employé chaque été entre Piombino et Portoferraio sur l'île d'Elbe et dessert aussi Bastia.

## Navires jumeaux
- Paros Jet, ex-Corsica Express Seconda
- Blue Tsushima, ex-Sardinia Express